# Въздушният Бъд
Въздушният Бъд (на английски: Air Bud) е американско-канадски семеен филм от 1997 г., от режисьора Браян Робинс. Това е първият филм от поредицата „Въздушният Бъд“. Филмът излиза на екран по кината на 1 август 1997 г.

## Телевизионна версия
През 2012 г. БНТ 1 излъчи филма с български дублаж за телевизията. Екипът се състои от:
| Преводач            | Кристин Балчева                                                                               |
| Редактор            | Мая Телева                                                                                    |
| Режисьор на дублажа | Лилия Константинова                                                                           |
| Тонрежисьор         | Адриана Червенкова                                                                            |
| Озвучаващи артисти  | Ася Братанова Даниела Горанова Наталия Бардская Радослав Рачев Симеон Владов Здравко Методиев |

## Продължения
- Въздушният Бъд: Златният приемник (1998)
- Въздушният Бъд: Шампионска лига (2000)
- Въздушният Бъд: Бейзболна лига (2002)
- Въздушният Бъд: Волейболна лига (2003)